# Великобритания на зимних Олимпийских играх 1924
Великобритания принимала участие в первых Зимних Олимпийских играх 1924 года в Шамони (Франция), и завоевала в общей сложности 4 медали.

## Медали

### Золото
- Кёрлинг, мужчины — Уильям Джексон, Лоуренс Джексон, Томас Мюррей, Робин Уэлш.

### Серебро
- Бобслей, мужчины — Ральф Брум, Томас Арнолд, Александер Ричардсон и Родни Сохер.

### Бронза
- Хоккей, мужчины — Уильям Андерсон, Лорни Кэрр-Хэррис, Колин Кэрратерс, Эрик Кэрратерс, Ги Кларксон, Росс Катберт, Джордж Холмс, Хэмилтон Джукс, Эдвард Питбладо, Блэйн Секстон.
- Фигурное катание, женщины — Этель Макелт.

## Состав сборной
Великобританию представляли 44 спортсмена: 41 мужчина и 3 женщины, они соревновались в 5 видах спорта: бобслей, кёрлинг, конькобежный спорт, фигурное катание, хоккей.
Также была вручена золотая медаль за альпинизм или горный туризм
Самым молодым участником сборной был 19-летний конькобежец Сирил Хорн, самым старщим — 54-летний кёрлингист Робин Уэлш.

## Результаты

### Бобслей
Соревнования состоялись 2 и 3 февраля Экипаж боба мог состоять из 4 или 5 человек.
| Спортсмены                                                | Заезд 1 | Заезд 2 | Заезд 3 | Заезд 4 | Итоговое время | Место |
| --------------------------------------------------------- | ------- | ------- | ------- | ------- | -------------- | ----- |
| Томас Арнольд Ральф Брум Александер Ричардсон Родни Сохер | 1:28,73 | 1:28,67 | 1:25,76 | 1:25,67 | 5:48,83        | 2     |
| Уильям Хортон Арчибальд Краббе Жерар Фарли Джордж Пим     | 1:42,33 | 1:41,28 | 1:38,58 | 1:38,52 | 6:40,71        | 5     |

### Кёрлинг
Соревнования по  кёрлингу на  зимних Олимпийских играх 1924  проходили с 28 по 30 января, в них принимали участие только мужчины. Участвовали команды Великобритании, Швеции (2 команды) и Франции. Каждая игра длилась 18 эндов.
На протяжении более 80 лет соревнования по кёрлингу на Играх 1924 года считались демонстрационными, но в феврале 2006 года, за несколько дней до начала зимних Олимпийских игр 2006 года, Международный олимпийский комитет постановил, что соревнования по кёрлингу на Играх 1924 года должны считаться полноценными олимпийскими соревнованиями. Таким образом, первые олимпийские медали по кёрлингу распределились так: золото получила Великобритания, серебро — Швеция, бронзу — Франция.
Состав сборной по кёрлингу  Великобритания
Уильям Джексон (четвёртый, скип)
Робин Уэлш (третий)
Томас Мюррей (второй)
Лоуренс Джексон (первый)
запасные:
Джон Робертсон-Эйкман
Джон Маклауд
Уильям Браун
Делаваль Эстли

### Конькобежный спорт
Мужчины
| Дистанция | Спортсмен      | Результат | Результат |
| Дистанция | Спортсмен      | Время     | Место     |
| --------- | -------------- | --------- | --------- |
| 500 м     | Фред Дикс      | 56,4      | 23        |
| 500 м     | Том Саттон     | 1:00,8    | 25        |
| 500 м     | Сирил Хорн     | 1:04,4    | 27        |
| 5000 м    | Альберт Теббит | 11:01,0   | 20        |

Классическое многоборье
Классическое многоборье включало в себя четыре вида: бег на 500, 1000, 5000 и 10000 метров. В итоговую таблицу шли результаты гонок на отдельных дистанциях, где одновременно разыгрывались как медали на отдельных дистанциях, так и баллы в зачёт многоборья. Соревнования проводились только среди мужчин и состоялись в 26 и 27 января на Олимпийском стадионе Шамони. На этих Играх медали в многоборье разыгрывались в первый и последний раз.
| Спортсмен  | После 1 дистанции | После 1 дистанции | После 1 дистанции | После 2 дистанции | После 2 дистанции | После 2 дистанции | После 3 дистанции | После 3 дистанции | После 3 дистанции | Итог           | Итог           | Итог           |
| Спортсмен  | Баллы             | Счёт              | Место             | Баллы             | Счёт              | Место             | Баллы             | Счёт              | Место             | Баллы          | Счёт           | Место          |
| ---------- | ----------------- | ----------------- | ----------------- | ----------------- | ----------------- | ----------------- | ----------------- | ----------------- | ----------------- | -------------- | -------------- | -------------- |
| Фред Дикс  | 18,5              | 56,40             | 18                | не финишировал    | не финишировал    | не финишировал    | не финишировал    | не финишировал    | не финишировал    | не финишировал | не финишировал | не финишировал |
| Том Саттон | 20                | 60,80             | 20                | не финишировал    | не финишировал    | не финишировал    | не финишировал    | не финишировал    | не финишировал    | не финишировал | не финишировал | не финишировал |
| Сирил Хорн | 22                | 64,40             | 22                | не финишировал    | не финишировал    | не финишировал    | не финишировал    | не финишировал    | не финишировал    | не финишировал | не финишировал | не финишировал |

### Фигурное катание
Мужчины — одиночное катание
| Спортсмен     | Обязательные фигуры | Произвольная программа | Баллы  | Сумма мест | Место |
| ------------- | ------------------- | ---------------------- | ------ | ---------- | ----- |
| Херберт Кларк | 10                  | 11                     | 219,75 | 70         | 10    |
| Джек Пейдж    | 6                   | 5                      | 295,36 | 36         | 5     |

Женщины — одиночное катание
| Спортсменка  | Обязательные фигуры | Произвольная программа | Баллы  | Сумма мест | Место |
| ------------ | ------------------- | ---------------------- | ------ | ---------- | ----- |
| Кэтлин Шоу   | 8                   | 6                      | 221,00 | 46         | 7     |
| Этель Макелт | 3                   | 7                      | 250,07 | 26         | 3     |

Пары
| Спортсмены                        | Баллы | Оценка | Место |
| --------------------------------- | ----- | ------ | ----- |
| Милдред Ричардсон Томас Ричардсон | 57    | 7,68   | 8     |
| Этель Макелт Джек Пейдж           | 30,5  | 9,93   | 4     |

### Хоккей
Хоккейный турнир в рамках Международной недели зимних видов спорта прошёл с 28 января по 3 февраля 1924 года в Шамони. Матчи впервые проходили по новым правилам — три периода по 20 минут. Турнир проходил по следующей системе: сначала в группах, состоящих из четырёх команд, были определены по две сильнейшие сборные, которые на втором этапе по круговой системе с учётом результатов личных встреч в предварительном раунде разыграли между собой медали. Команда Великобританиии попала в подгруппу «Б», где сыграла с Францией, Бельгией и США и заняла второе место в своей подгруппе. 
| М | Сборная        | И | В | Н | П | ШЗ | ШП | РШ  | О |
| - | -------------- | - | - | - | - | -- | -- | --- | - |
| 1 | США            | 3 | 3 | 0 | 0 | 52 | 0  | +52 | 6 |
| 2 | Великобритания | 3 | 2 | 0 | 1 | 34 | 16 | +18 | 4 |
| 3 | Франция        | 3 | 1 | 0 | 2 | 9  | 42 | −33 | 2 |
| 4 | Бельгия        | 3 | 0 | 0 | 3 | 8  | 45 | −37 | 0 |

Время местное (UTC+1).
| 29 января 1924 10:30 | Франция | 2:15 (1:5, 1:3, 0:7) | Великобритания | Олимпийский стадион, Шамони Зрителей: 1307 |

| Отчёт       | Отчёт                                                                     | Отчёт                                                                      | Отчёт            | Отчёт               |
| ----------- | ------------------------------------------------------------------------- | -------------------------------------------------------------------------- | ---------------- | ------------------- |
|             |                                                                           |                                                                            |                  |                     |
|             | Морис Дель Валле                                                          | Вратари                                                                    | Лорн Карр Харрис | Судья: Битти Рамсей |
|             | Голы:                                                                     |                                                                            |                  | Судья: Битти Рамсей |
| Леон Куалья | 1:0 1:1 1:2 1:3 1:4 1:5 2:5 2:6 2:7 2:8 2:9 2:10 2:11 2:12 2:13 2:14 2:15 | Росс Катберт Эрик Каррадерз Эдвард Питбладо Хамилтон Джукс Колин Каррадерз |                  | Судья: Битти Рамсей |
|             |                                                                           |                                                                            |                  | Судья: Битти Рамсей |
|             |                                                                           |                                                                            |                  | Судья: Битти Рамсей |
|             |                                                                           |                                                                            |                  | Судья: Битти Рамсей |
|             |                                                                           |                                                                            |                  | Судья: Битти Рамсей |
|             |                                                                           |                                                                            |                  |                     |

| 30 января 1924 10:45 | Бельгия | 3:19 (1:8, 1:6, 1:5) | Великобритания | Олимпийский стадион, Шамони Зрителей: 1258 |

| Отчёт | Отчёт             | Отчёт   | Отчёт            | Отчёт                |
| ----- | ----------------- | ------- | ---------------- | -------------------- |
|       |                   |         |                  |                      |
|       | Паул Ван-ден-Брук | Вратари | Лорн Карр-Харрис | Судья: Альбер де Рош |
|       |                   |         |                  | Судья: Альбер де Рош |
|       |                   |         |                  | Судья: Альбер де Рош |
|       |                   |         |                  | Судья: Альбер де Рош |
|       |                   |         |                  | Судья: Альбер де Рош |
|       |                   |         |                  | Судья: Альбер де Рош |
|       |                   |         |                  | Судья: Альбер де Рош |
|       |                   |         |                  |                      |

| 31 января 1924 09:30 | США | 11:0 (6:0, 3:0, 2:0) | Великобритания | Олимпийский стадион, Шамони Зрителей: 1247 |

| Отчёт | Отчёт | Отчёт | Отчёт | Отчёт                |
| ----- | ----- | ----- | ----- | -------------------- |
|       |       |       |       |                      |
|       |       |       |       | Судья: Роберт Лакруа |
|       |       |       |       |                      |
|       |       |       |       |                      |
|       |       |       |       |                      |
|       |       |       |       |                      |
|       |       |       |       |                      |
|       |       |       |       |                      |
|       |       |       |       |                      |

Финальный этап
В финальном этапе соревнований учитывались результаты встреч в подгруппах. Великобритания проиграла Канаде, выиграла у Швеции, и в итоге заняла третье место. 
| М | Сборная        | И | В | Н | П | ШЗ | ШП | РШ  | О |
| - | -------------- | - | - | - | - | -- | -- | --- | - |
| 1 | Канада         | 3 | 3 | 0 | 0 | 47 | 3  | +44 | 6 |
| 2 | США            | 3 | 2 | 0 | 1 | 32 | 6  | +26 | 4 |
| 3 | Великобритания | 3 | 1 | 0 | 2 | 6  | 33 | −27 | 2 |
| 4 | Швеция         | 3 | 0 | 0 | 3 | 3  | 46 | −43 | 0 |

| 1 февраля 1924 13:30 | Канада | 19:2 (6:2, 6:0, 7:0) | Великобритания | Олимпийский стадион, Шамони Зрителей: 1499 |

| Отчёт | Отчёт | Отчёт | Отчёт | Отчёт                |
| ----- | ----- | ----- | ----- | -------------------- |
|       |       |       |       |                      |
|       |       |       |       | Судья: Альбер де Рош |
|       |       |       |       |                      |
|       |       |       |       |                      |
|       |       |       |       |                      |
|       |       |       |       |                      |
|       |       |       |       |                      |
|       |       |       |       |                      |
|       |       |       |       |                      |

| 2 февраля 1924 14:30 | Великобритания | 4:3 (0:1, 2:2, 2:0) | Швеция | Олимпийский стадион, Шамони Зрителей: 1386 |

| Отчёт | Отчёт | Отчёт | Отчёт | Отчёт                |
| ----- | ----- | ----- | ----- | -------------------- |
|       |       |       |       |                      |
|       |       |       |       | Судья: Альбер де Рош |
|       |       |       |       |                      |
|       |       |       |       |                      |
|       |       |       |       |                      |
|       |       |       |       |                      |
|       |       |       |       |                      |
|       |       |       |       |                      |
|       |       |       |       |                      |

По материалам форума хоккейных статистиков
Медали (Зимние Олимпийские игры-1924 и  Чемпионат мира-1924)
| Медаль  | Сборная        |
| Золото  | Канада         |
| Серебро | США            |
| Бронза  | Великобритания |

### Комментарии
1. ↑  Начиная с Олимпийского конгресса 1894 года, на котором был основан МОК, планировалось вручить олимпийскую золотую медаль за альпинизм или горный туризм. Это намерение не было реализовано до 1924 года, когда было решено вручить золотую медаль за самый выдающийся подвиг в альпинизме прошлой Олимпиады. Медаль была вручена во время церемонии закрытия Зимних Олимпийских игр 1924 года, которые в то время официально не были Олимпийскими и получили свой статус только позже. Таким образом, можно было бы утверждать, что эта медаль была действительно вручена в рамках Летних Олимпийских игр 1924 года. Однако из-за момента вручения её считают частью Зимних игр. Последующие медали были вручены во время Летних игр 1932 и 1936 годов. Золотая медаль в этом виде была присуждена участникам экспедиции на Эверест 1922 года. Под руководством Чарлза Брюса экспедиция отправилась на самую высокую гору в мире, Эверест, на китайско-непальской границе. За три попытки экспедиция не смогла достичь вершины, а на третьей попытке семь шерпов погибли в лавине. В своей речи Пьер де Кубертен объяснил, почему медаль была присуждена экспедиции: «Впервые золотая медаль присуждается за альпинизм, и она присуждается славной экспедиции на Эверест. Не довольствуясь почти достигнутым успехом, они готовятся к новым усилиям по завершению восхождения. У подножия самой высокой горы в Европе мы вручаем вам это небольшое свидетельство восхищения, с которым все люди следили за вашим путешествием к вершине самой высокой горы в мире. Мы сопровождаем этот жест молитвами о завершении работы, которая прославит не только вашу страну, но и всё человечество.» Награды получил подполковник Билл Стратт, поскольку Чарлз Брюс готовился к другой экспедиции. Вторая попытка восхождения на гору высотой 8448 м также не увенчалась успехом, и участник 1922 года Джордж Мэллори погиб при попытке достичь вершины, но его окончательная судьба стала известна только спустя 75 лет   , когда его тело было найдено в 1999 году. См. Alpinism at the 1924 Chamonix Winter Games. В программу современных Олимпийских игр альпинизм не входит, но с 2026 года планируется включить ски-альпинизм.
2. ↑  Херберт Кларк был самым старшим фигуристом на Олимпиаде-1924: ему было 44 года и 294 дня.